# Pilar Bayona
Pilar Bayona, née à Saragosse le 10 février 1947, est une actrice espagnole.

## Biographie
Elle commence sa carrière artistique à l'adolescence, en formant le duo cinématographique Pili y Milli avec sa sœur jumelle Aurora Bayona.
Elle est membre de l'Ordre de Tolède, confrérie artistique fondée par Luis Buñuel et Federico García Lorca.

## Filmographie
- 1963 : Como dos gotas de agua, de Luis César Amadori
- 1964 : Dos chicas locas, locas (es), de Pedro Lazaga
- 1965 : Whisky et Vodka, de Fernando Palacios
- 1965 : Pas de pitié pour Ringo, de Rafael Romero Marchent
- 1967 : Un fiancé pour deux sœurs (es), de Luis César Amadori
- 1968 :  Vestidas y alborotadas (es), de Miguel Morayta Martínez
- 1968 : Agáchate, que disparan de Manuel Esteba
- 1970 : El club de los suicidas, de Rogelio A. Gonzalez, avec Enrique Guzman